# District métropolitain de Stockport
Le district métropolitain de Stockport (en anglais : Metropolitan Borough of Stockport) est un district métropolitain du Grand Manchester, en Angleterre. Son centre administratif est la ville de Stockport. En 2001, sa population était de 284 500 habitants.
Le district a été créé en 1974 par le Local Government Act 1972. Il est issu de la fusion du county borough de Stockport avec les districts urbains de Bredbury and Romiley, Cheadle and Gatley, Hazel Grove and Bramhall et Marple, auparavant dans le comté du Cheshire.

## Crédit d'auteurs
- (en) Cet article est partiellement ou en totalité issu de l’article de Wikipédia en anglais intitulé « Metropolitan Borough of Stockport » (voir la liste des auteurs).